# Episodi di Autostop per il cielo (quarta stagione)
La quarta stagione della serie televisiva Autostop per il cielo è stata trasmessa in anteprima negli Stati Uniti d'America dalla NBC tra il 16 settembre 1987 e il 27 aprile 1988.
| nº | Titolo originale                | Titolo italiano | Prima TV USA      | Prima TV Italia |
| -- | ------------------------------- | --------------- | ----------------- | --------------- |
| 1  | Man's Best Friend (Part 1)      |                 | 16 settembre 1987 |                 |
| 2  | Man's Best Friend (Part 2)      |                 | 23 settembre 1987 |                 |
| 3  | Fight for Your Life             |                 | 30 settembre 1987 |                 |
| 4  | The People Next Door            |                 | 21 ottobre 1987   |                 |
| 5  | I Was a Middle-Aged Werewolf    |                 | 28 ottobre 1987   |                 |
| 6  | Playing for Keeps               |                 | 4 novembre 1987   |                 |
| 7  | Amazing Man                     |                 | 11 novembre 1987  |                 |
| 8  | All the Colors of the Night     |                 | 18 novembre 1987  |                 |
| 9  | Why Punish the Children?        |                 | 25 novembre 1987  |                 |
| 10 | A Dream of Wild Horses          |                 | 2 dicembre 1987   |                 |
| 11 | In with the 'In' Crowd          |                 | 9 dicembre 1987   |                 |
| 12 | With Love, the Claus            |                 | 23 dicembre 1987  |                 |
| 13 | A Mother's Love                 |                 | 6 gennaio 1988    |                 |
| 14 | Country Doctor                  |                 | 13 gennaio 1988   |                 |
| 15 | Time in a Bottle                |                 | 20 gennaio 1988   |                 |
| 16 | Back to Oakland                 |                 | 3 febbraio 1988   |                 |
| 17 | We Have Forever (Part 1)        |                 | 10 febbraio 1988  |                 |
| 18 | We Have Forever (Part 2)        |                 | 17 febbraio 1988  |                 |
| 19 | The Correspondent               |                 | 24 febbraio 1988  |                 |
| 20 | Aloha                           |                 | 2 marzo 1988      |                 |
| 21 | A Dolphin Song for Lee (Part 1) |                 | 16 marzo 1988     |                 |
| 22 | A Dolphin Song for Lee (Part 2) |                 | 23 marzo 1988     |                 |
| 23 | Heaven Nose, Mister Smith       |                 | 30 marzo 1988     |                 |
| 24 | The Whole Nine Yards            |                 | 27 aprile 1988    |                 |

## Man's Best Friend (Part 1)
- Titolo originale: Man's Best Friend
- Diretto da: Michael Landon
- Scritto da: Michael Landon

### Trama
Un cane in fuga aiuta a riunire un ragazzo in un orfanotrofio e la famiglia umana del cane, i cui genitori stanno cercando di avere un altro figlio attraverso una madre surrogata.
- Altri interpreti: Elisabeth Harnois, Stan Ivar, Bobbi Jordan, Danny Pintauro, William Schallert.

## Man's Best Friend (Part 2)
- Titolo originale: Man's Best Friend
- Diretto da: Michael Landon
- Scritto da: Michael Landon

### Trama
Il ragazzo orfano ha sviluppato un attaccamento al cane, anche se sta andando a vivere con una nuova famiglia adottiva.
- Altri interpreti: Elisabeth Harnois, Stan Ivar, Bobbi Jordan, Danny Pintauro, William Schallert.

## Fight for Your Life
- Titolo originale: Fight for Your Life
- Diretto da: Michael Landon
- Scritto da: Lan O'Kun

### Trama
Un giovane combattente deve fare una scelta tra giusto e sbagliato.
- Altri interpreti: Nick Garfield, Jonathan Goldsmith, Robert Miranda, Jennifer Parsons.

## The People Next Door
- Titolo originale: The People Next Door
- Diretto da: Michael Landon
- Scritto da: Vince R. Gutierrez

### Trama
Quando una famiglia di colore cerca di trasferirsi accanto ad un dottore di successo, in una comunità esclusiva, Jonathan e Mark devono aiutare il dottore ad affrontare un segreto che ha tenuto nascosto a tutti, inclusa la sua stessa famiglia.
- Altri interpreti: Miriam Colon, Gabriel Damon, Janice Kent, John Lawlor.

## I Was a Middle Aged Werewolf
- Titolo originale: I Was a Middle-Aged Werewolf
- Diretto da: Michael Landon
- Scritto da: Michael Landon

### Trama
Durante la notte di Halloween Jonathan aiuta un ragazzino a superare le sue paure.
- Altri interpreti: Nancy Frangione, Devon Odessa, Elden Henson.

## Playing for Keeps
- Titolo originale: Playing for Keeps
- Diretto da: Michael Landon
- Scritto da: James Kearns

### Trama
Jonathan cerca di ricucire la relazione tra un comico e suo figlio, lo fa convincendoli a lavorare in una commedia.
- Altri interpreti: Eric Douglas, John Morrissey, Donald O'Connor, Lara Parker.

## Amazing Man
- Titolo originale: Amazing Man
- Diretto da: Michael Landon
- Scritto da: Elaine Newman e Ed Burnham

### Trama
Il padre di un bambino è morto e ora sua madre e suo nonno lo stanno proteggendo dal pensare alla morte di suo padre. Il ragazzino ha una statuetta di un supereroe che chiama Amazing Man e diventa il suo amico immaginario. Jonathan cerca di aiutare il ragazzino a lasciar andare il suo dolore.
- Altri interpreti: Jane Daly, Tony Mockus Jr., Garette Ratliff Henson.

## All the Colors of the heart
- Titolo originale: All the Colors of the heart
- Diretto da: Michael Landon
- Scritto da: Parke Perine e Tom Sullivan (soggetto); Parke Perine (sceneggiatura)

### Trama
Frank, un atleta che si aspetta di recuperare la vista, deve consigliare un altro uomo che sicuramente perderà la sua.
- Altri interpreti: Tom Sullivan, Andy Romano, Peter Kowanko.

## Why Punish the Children?
- Titolo originale: Why Punish the Children?
- Diretto da: Michael Landon
- Scritto da: Paul W. Cooper

### Trama
L'incarico di Jonathan e Mark è andare in una prigione femminile, sembra che ai detenuti non sia consentito alcun contatto fisico con i propri figli. Jonathan pensa che la politica dovrebbe essere cambiata e cerca di convincere il direttore a cambiare le cose.
- Altri interpreti: Kimberly Bailey, Winifred Freedman, Bruce French.

## A Dream of Wild Horses
- Titolo originale: A Dream of Wild Horses
- Diretto da: Michael Landon
- Scritto da: Laura Braunstein e Mary Cappelli Cruise (soggetto); Laura Braunstein, Mary Cappelli Cruise e Dan Gordon (sceneggiatura)

### Trama
Un anziano allevatore si arrende e affida tutte le responsabilità alla figlia stressata. Jonathan e Mark si presentano per offrire supporto.
- Altri interpreti: Don Collier, Richard Farnsworth, Jason Horst, Gail Strickland.

## In with the 'In' Crowd
- Titolo originale: In with the 'In' Crowd
- Diretto da: Michael Landon
- Scritto da: David Thoreau

### Trama
Jonathan e Mark vanno in una scuola, come poliziotti, e cercano di aiutare a trovare chi sta vendendo la droga e chi ha ucciso uno studente.
- Altri interpreti: Jordan Charney, Tom Hodges, Lar Park-Lincoln.

## With Love, the Claus
- Titolo originale: With Love, the Claus
- Diretto da: Michael Landon
- Scritto da: Dan Gordon

### Trama
È Natale e l'incarico di Jonathan e Mark ha a che fare con una coppia divorziata e il figlio.
- Altri interpreti: Ivor Barry, Earl Billings, John Calvin.

## A Mother's Love
- Titolo originale: A Mother's Love
- Diretto da: Michael Landon
- Scritto da: Vince R. Gutierrez

### Trama
Quando viene detto a quattro ragazzi, la cui madre è appena morta, che saranno collocati in case diverse, scappano. Jonathan e Mark li aiutano a riunirsi con un insegnante che sta per andare in pensione e senza famiglia.
- Altri interpreti: Byron Thames, Christian Guzek, Coleby Lombardo, Michael Faustino, Richard Bull

## Country Doctor
- Titolo originale: Country Doctor
- Diretto da: Michael Landon
- Scritto da: Dan Gordon

### Trama
Un medico di provincia è in cattive condizioni di salute ma non può permettersi di andare in pensione e non c'è nessun altro che possa sostituirlo.
- Altri interpreti: Roscoe Lee Browne, Russell Curry, Meg Gibson, Renée Jones.

## Time in a Bottle
- Titolo originale: Time in a Bottle
- Diretto da: Michael Landon
- Scritto da: Parke Perine

### Trama
Quando un senzatetto viene arrestato per rapina, Jonathan cerca di convincere l'amico dell'uomo, un altro senzatetto che era un avvocato, a difenderlo.
- Altri interpreti: Henry Bal, Alan Fudge, Helen Funai.

## Back to Oakland
- Titolo originale: Back to Oakland
- Diretto da: Michael Landon
- Scritto da: David Thoreau

### Trama
Mark torna a Oakland per diventare di nuovo un agente di polizia e si riunisce con il suo vecchio partner, ma le cose non sono come le ha lasciate.
- Altri interpreti: Fran Bennett, Norman Burton, Guy Killum.

## We Have Forever (Part 1)
- Titolo originale: We Have Forever
- Diretto da: Michael Landon
- Scritto da: Michael Landon

### Trama
Quando la sua ex moglie muore, Jonathan spera che venga liberato dai suoi doveri per ricongiungersi con lei in paradiso, ma il Boss vuole che rimanga sulla Terra. Jonathan si arrabbia e si rifiuta di obbedire, viene privato dei suoi poteri angelici e trasformato in un mortale.
- Altri interpreti: Leann Hunley, Dorothy McGuire, Stuart Nisbet, Andy Romano.

## We Have Forever (Part 2)
- Titolo originale: We Have Forever
- Diretto da: Michael Landon
- Scritto da: Michael Landon

### Trama
Quando un amareggiato Jonathan, ormai mortale, volta le spalle a tutto e a tutti, compreso Mark, una giovane donna gli offre rifugio e con la forza dell'amore lo aiuta a ritrovare la fede e la speranza.
- Altri interpreti: Leann Hunley, Dorothy McGuire, Andy Romano, Chuck Walling.

## The Correspondent
- Titolo originale: The Correspondent
- Diretto da: Michael Landon
- Scritto da: Lan O'Kun

### Trama
Un corrispondente di guerra si ritrova imprigionato e rischia l'esecuzione. Jonathan e Mark devono mostrargli cosa si è perso durante la sua vita.
- Altri interpreti: Eileen Barnett, Darren McGavin, David Sage, Patricia Smith.

## Aloha
- Titolo originale: Aloha
- Diretto da: Michael Landon
- Scritto da: Parke Perine

### Trama
Un ex cantante disabile delle Hawaii desidera ardentemente casa.
- Altri interpreti: Alvin Ing, Mokihana, Robert Arthur, Hartley Silver.

## A Dolphin Song for Lee (Part 1)
- Titolo originale: A Dolphin Song for Lee
- Diretto da: Michael Landon
- Scritto da: Dan Gordon

### Trama
Una giovane adolescente sta morendo e ha un'altra possibilità per un'operazione salvavita. Ha un sogno che vorrebbe realizzare.
- Altri interpreti: H. Richard Greene, Natalie Gregory, Christine Healy, Bess Meyer.

## A Dolphin Song for Lee (Part 2)
- Titolo originale: A Dolphin Song for Lee
- Diretto da: Michael Landon
- Scritto da: Dan Gordon

### Trama
Un'adolescente subisce un'operazione che potrebbe non avere successo. Mark la aiuta a realizzare il suo sogno di salvare i delfini.
- Altri interpreti: H. Richard Greene, Natalie Gregory, Christine Healy, Bess Meyer.

## Heaven Nose, Mister Smith
- Titolo originale: Heaven Nose, Mister Smith
- Diretto da: Michael Landon
- Scritto da: Lan O'Kun

### Trama
Un angelo incarica Jonathan di fermare un altro angelo, che è tornato sulla Terra, intento a rompere il matrimonio di suo figlio. Per fermarlo, Jonathan deve chiedere l'aiuto di un tipo speciale.
- Altri interpreti: Murphy Cross, Bob Hope, Patti Karr.

## The Whole Nine Yards
- Titolo originale: The Whole Nine Yards
- Diretto da: Michael Landon
- Scritto da: David Chomsky

### Trama
Un allenatore e suo figlio adolescente imparano lezioni di vita.
- Altri interpreti: Chad Allen, Joe Bennett, Colleen Casey, Dinah Lacey.